# Best Short Stories by Negro Writers
The Best Short Stories by Negro Writers: An Anthology from 1899 to the Present bzw. The Best Short Stories by Black Writers: 1899–1967 ist eine klassische englischsprachige Anthologie von Kurzgeschichten afroamerikanischer Schriftsteller, die von Langston Hughes (1902–1967) herausgegeben und mit einer Einführung versehen wurde.

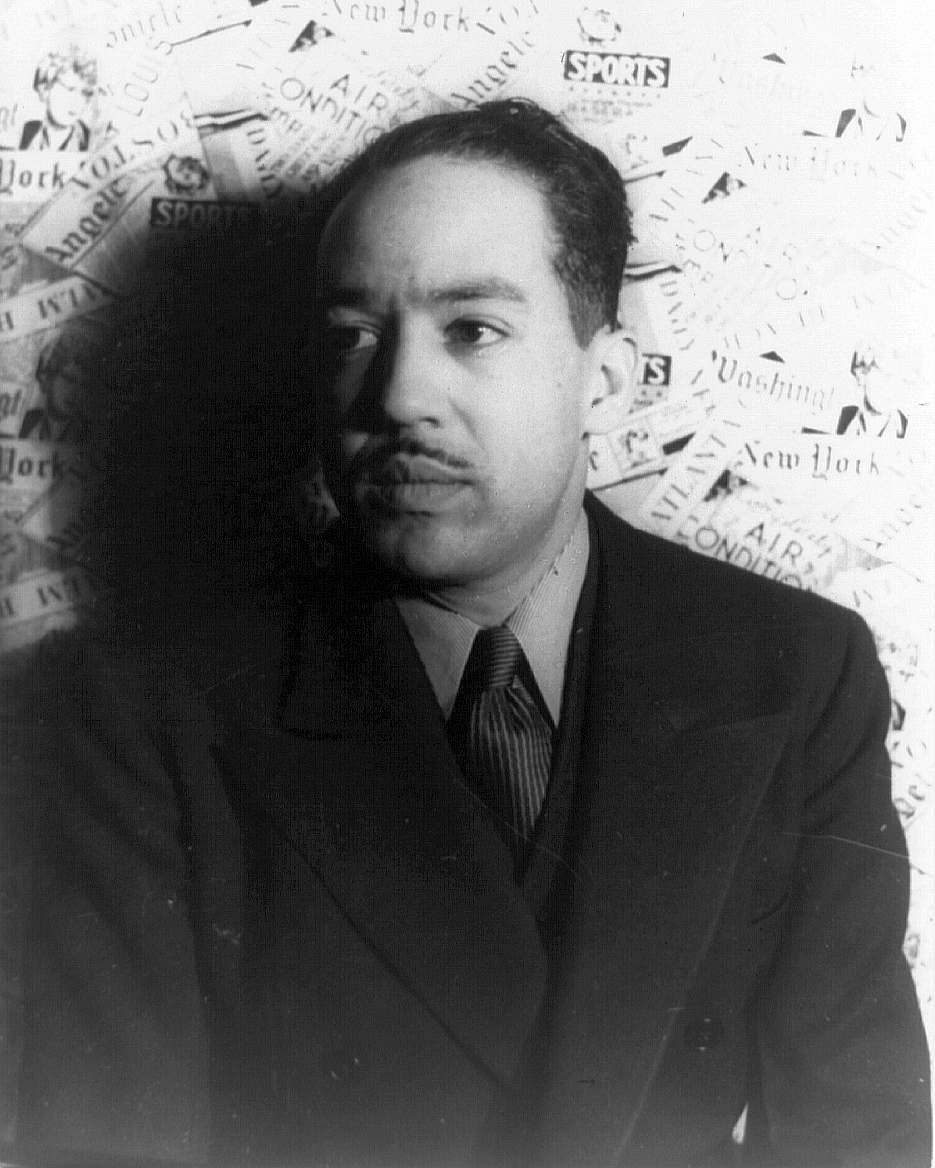
Langston Hughes (fotografiert von Carl Van Vechten im Jahr 1936)

## Kurzeinführung
Das Buch wurde ursprünglich 1967 veröffentlicht (unter leicht modifiziertem Titel 1969) und bietet „a timeless and unforgettable portrait of the tragedy, comedy, triumph, and suffering that were part of African American life from 1899 to 1967“ (ein zeitloses und unvergessliches Porträt der Tragödie, der Komödie, des Triumphs und des Leids, die Teil des afroamerikanischen Lebens von 1899 bis 1967 waren).
Werke so berühmter Schriftsteller wie James Baldwin, Zora Neale Hurston und Richard Wright fanden darin Aufnahme.
Das Buch zählte zu den „11 Banned Books“ in der Rechtssache Island Trees School District v. Pico vor dem Obersten Gerichtshof (1982).

## Inhalt
- The sheriff's children, Charles W. Chesnutt
- The scapegoat, Paul Laurence Dunbar
- Fern, Jean Toomer
- Miss Cynthie, Rudolph Fisher
- The warf rats, Eric Walrond
- A summer tragedy, Arna Bontempts
- Thank you, M'am, Langston Hughes
- The gilded six-bits, Zora Neale Hurston
- The Revolt of the evil fairies, Ted Poston
- Almos' a man, Richard Wright
- Marihuana and a pistol, Chester B. Hines
- The beach umbrella, Cyrus Colter
- The richer, the poorer, Dorothy West
- The almost white boy, Willard Motley
- Afternoon into night, Katherine Dunham
- Flying home, Ralph Ellison
- Come home early, chile, Owen Dobson
- Santa Claus is a white man, John Henrik Clarke
- The stick up, John Oliver Killens
- Health card, Frank Yerby
- We're the only colored people here, Gwendolyn Brooks
- The pocketbook game, Alice Childress
- The checkerboard, Alston Anderson.
- This morning, this evening, so soon, James Baldwin
- See how they run, Mary Elizabeth Vroman
- The blues begins, Sylvester Leaks
- Son in the afternoon, John A. Williams
- Singing Dinah's song, Frank London Brown
- Duel with the clock, Junius Edwards
- Barbados, Paule Marshall
- The day the world almost came to an end, Pearl Crayton
- An interesting social study, Kristin Hunter
- A new day, Charles Wright
- Quietus, Charlie Russell
- Mother to son, Conrad Kent Rivers
- A long day in November, Ernest J. Gaines
- Miss Luhester gives a party, Ronald Fair
- The death of Tommy Grimes, R.J. Meaddough, III
- Old blues singers never die, Clifford Vincent Johnson
- The only man on Liberty Street, William Melvin Kelley
- Beautiful light and black our dreams, Woodie King, Jr.
- Red bonnet, Lindsay Patterson
- The burglar, Lebert Bethune
- Junkie-Joe had some money, Ronald Milner
- Direct action, Mike Thelwell
- The engagement party, Robert Boles
- To hell with dying, Alice Walker